# Wildenstein (Presseck)
Wildenstein ist ein Gemeindeteil des Marktes Presseck im Landkreis Kulmbach (Oberfranken, Bayern). Wildenstein liegt in der Gemarkung Wildenstein.

## Geografie
Das Dorf liegt auf der Gemarkung Wildenstein im Süden des Gemeindegebietes, knapp 4 km südlich von Presseck und oberhalb des Tales der Unteren Steinach mit der Steinachklamm. Auf einem Felsen sitzt die Ruine von Burg Wildenstein, namensgebend für die Familie von Wildenstein. Gemeindeverbindungsstraßen führen nach Schlopp (0,6 km nordöstlich), nach Neumühle (0,6 km südöstlich) und nach Waffenhammer (0,3 km südwestlich).

## Geschichte
Gegen Ende des 18. Jahrhunderts bestand Wildenstein aus 13 Anwesen (10 Güter, 3 Tropfhäuser). Das Hochgericht sowie die Grundherrschaft übte die Herrschaft Wildenstein aus.
Mit dem Gemeindeedikt wurde Wildenstein dem 1808 gebildeten Steuerdistrikt Schwand und der zeitgleich gebildeten Ruralgemeinde Schwand zugewiesen. Mit dem Gemeindeedikt von 1818 gehörte der Ort zum Steuerdistrikt Presseck und es entstand die Ruralgemeinde Wildenstein, zu der Neumühle, Papiermühle, Premeusel, Schlackenmühle, Schlopp und Waffenhammer gehörten. Diese war in Verwaltung und Gerichtsbarkeit dem Landgericht Stadtsteinach zugeordnet und in der Finanzverwaltung dem Rentamt Stadtsteinach (1919 in Finanzamt Stadtsteinach umbenannt). Von 1818 bis 1823 war das Herrschaftsgericht Heinersreuth zuständig. Ab 1862 gehörte Wildenstein zum Bezirksamt Stadtsteinach (1939 in Landkreis Stadtsteinach umbenannt). Die Gerichtsbarkeit blieb beim Landgericht Stadtsteinach (1879 in Amtsgericht Stadtsteinach umgewandelt). Die Gemeinde hatte 1964 eine Gebietsfläche von 5,482 km². Im Zuge der Gebietsreform in Bayern wurde am 1. Januar 1974 die Gemeinde nach Presseck eingegliedert.

### Einwohnerentwicklung
Gemeinde Wildenstein
| Jahr      | 1819   | 1840   | 1852   | 1855   | 1861   | 1867   | 1871   | 1875   | 1880   | 1885   | 1890   | 1895   | 1900   | 1905   | 1910   | 1919   | 1925   | 1933   | 1939   | 1946   | 1950   | 1952   | 1961  | 1970   |
| Einwohner | 232    | 318    | 323    | 332    | 338    | 328    | 357    | 356    | 353    | 370    | 352    | 346    | 299    | 264    | 251    | 269    | 266    | 218    | 192    | 324    | 289    | 257    | 164   | 123    |
| Häuser    |        |        |        |        |        |        | 43     |        |        | 46     | 48     |        | 45     |        |        |        | 44     |        |        |        | 44     |        | 47    |        |
| Quelle    | [ 12 ] | [ 13 ] | [ 13 ] | [ 13 ] | [ 14 ] | [ 15 ] | [ 16 ] | [ 17 ] | [ 18 ] | [ 19 ] | [ 20 ] | [ 13 ] | [ 21 ] | [ 13 ] | [ 22 ] | [ 13 ] | [ 23 ] | [ 13 ] | [ 13 ] | [ 13 ] | [ 24 ] | [ 13 ] | [ 7 ] | [ 25 ] |

Ort Wildenstein
| Jahr      | 001818 | 001819 | 001861 | 001871 | 001885 | 001900 | 001925 | 001950 | 001961 | 001970 | 001987 |
| Einwohner |        | 68     | 116    | 115    | 108    | 88     | 78     | 63     | 44     | 35     | 31     |
| Häuser    | 12     |        |        |        | 12     | 13     | 12     | 12     | 13     |        | 16     |
| Quelle    | [ 6 ]  | [ 12 ] | [ 14 ] | [ 16 ] | [ 19 ] | [ 21 ] | [ 23 ] | [ 24 ] | [ 7 ]  | [ 25 ] | [ 1 ]  |

## Religion
Wildenstein ist seit der Reformation gemischt konfessionell. Die Protestanten sind nach Heilige Dreifaltigkeit (Presseck) gepfarrt, die Katholiken waren ursprünglich nach St. Michael (Stadtsteinach) gepfarrt, seit Mitte des 20. Jahrhunderts ist die Pfarrei St. Petrus Canisius (Presseck) zuständig.